# Silická ľadnica
Silická ľadnica (węg. Szilicei-jégbarlang; pol. Silicka Jaskinia Lodowa) – jaskinia krasowa w Krasie Słowacko-Węgierskim na Słowacji. Długość korytarzy jaskini wynosi ok. 2300, głębokość – 110 m. Obok jaskini Bezodná ľadnica jest drugą z jaskiń lodowych na terenie Krasu Słowackiego. Uznawana jest za najniżej położoną klasyczną jaskinię lodową na świecie, spośród usytuowanych w strefie klimatów umiarkowanych do 50º szerokości geograficznej.

## Położenie
Jaskinia znajduje się na Płaskowyżu Silickim (słow. Silická planina), niespełna 2 km na południowy zachód od wsi Silica w powiecie Rożniawa. Otwór wejściowy w formie przewieszonego portalu o rozmiarach ok. 30 × 30 m, którego górna krawędź leży na wysokości 503 m n.p.m., znajduje się w leju krasowym. Posiada ekspozycję ku północy i jest obrośnięty gęstą roślinnością.

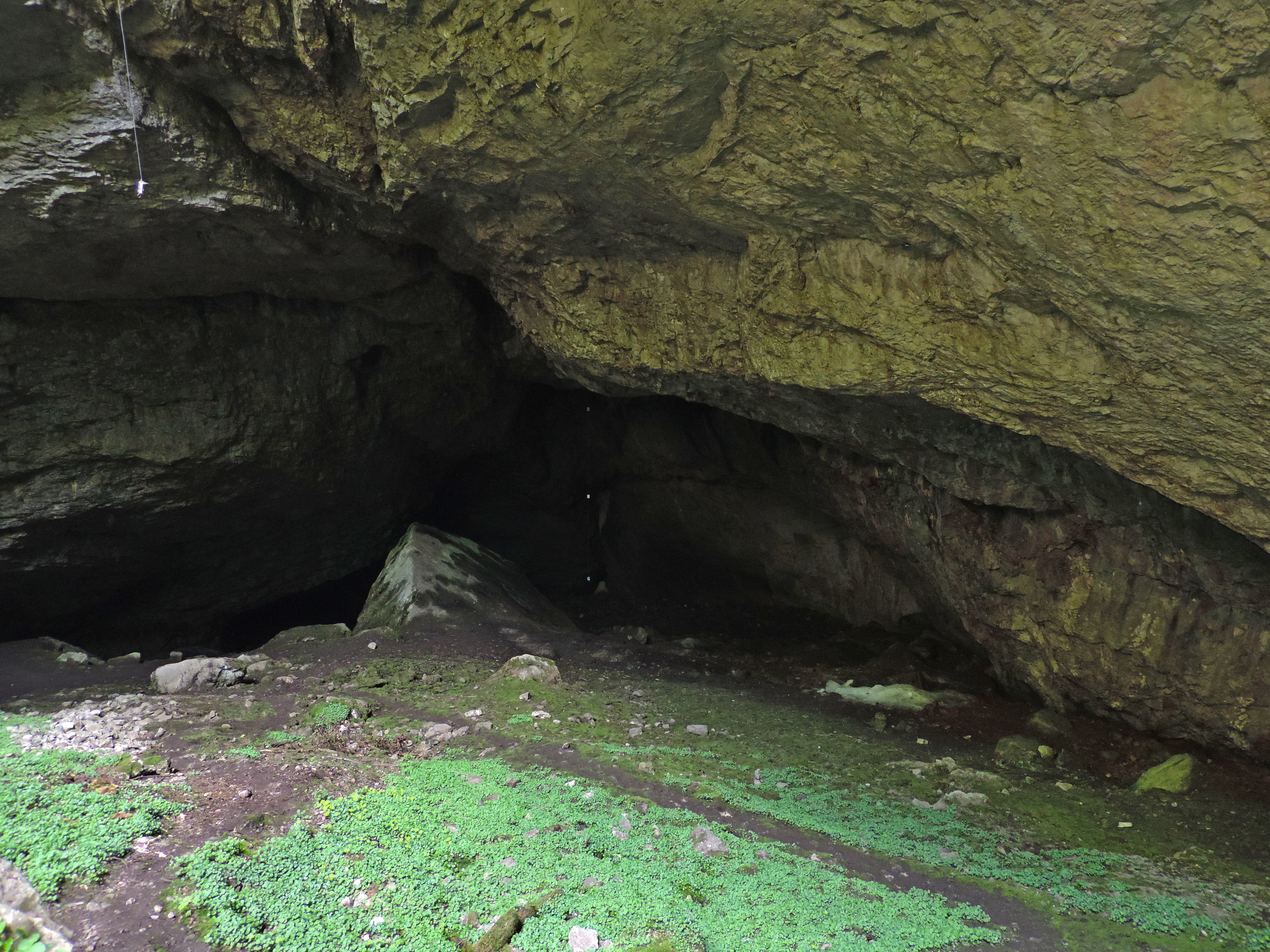
Wylot jaskini (czerwiec 2015)

## Geneza – morfologia
Silicka Jaskinia Lodowa jest jaskinią typu zapadliskowego. Powstała na przełomie er (ok. 2000 lat temu) na skutek zawalenia się stropu dużej sali starszej jaskini, usytuowanej w niższych partiach górotworu, budowanego tu jasnymi triasowymi wapieniami (tzw. wettersteinskimi) płaszczowiny silickiej. Powstała w ten sposób przepaść w formie rozchylonej kieszeni szerokiej na 32 m i 12 m wysokiej, której dno z czasem uszczelniło się na tyle, by ograniczyć do minimum wymianę powietrza z dawnym systemem jaskiniowym, wymytym przez Čierny potok. Na skutek tego na dnie jaskini gromadzi się zimą śnieg, zsuwający się z jej partii wejściowych, pełniący następnie rolę „akumulatora chłodu”. Zimne masy powietrza, które zaległy w przepaści zimą, utrzymują się w niej zwykle przez cały rok, pozwalając na powstawanie i utrzymanie się w jaskini różnorodnych utworów lodowych. Wyjątkowość jaskini podnosi to, że średnia roczna temperatura powietrza w jej otoczeniu wynosi 6,8 °C, a liczba dni mroźnych jest tu niewielka w porównaniu do liczby dni ciepłych lub bardzo ciepłych.
Według danych z lat 60. i 70. XX w. powierzchnia lodu podłogowego w minimalnym zasięgu wynosiła ok. 710 m², co przy średniej grubości lodu ok. 30 cm dawało 213 m³ lodu. Przy zasięgu maksymalnym powierzchnia lodu wynosiła 970 m², co dla średniej wówczas grubości lodu daje ok. 340 m³ lodu.
Główna, skośnie opadająca część przepaści jest na głębokości 45 m ograniczona wysokim na 12–15 m lodospadem, który dzieli ją na dwa piętra. Na dnie przepaści znajduje się otwór, z którego ok. 20-metrowy ciasny korytarzyk prowadzi do Sali Archeologicznej (Archeologicky dóm) o długości 80 m, szerokości 25–40 m i wysokości 2–10 m. Po jego południowej i zachodniej stronie płynie Čierny potok, którego przepływ waha się od 1 do ponad 20 m³/s. Dalsze fragmenty jaskini, o rozwinięciu głównie horyzontalnym, w postaci większych sal połączonych wąskimi korytarzykami i syfonami, ciągną się wzdłuż biegu Čierneho potoka. Za syfonem „Kufr” (dł. 65 m) znajdują się korytarze i sale odkryte przez nurków z zespołu Speleoaquanaut w 1988 r. Największa z sal o nazwie „Karina” ma wysokość 43 m i strop grubości ok. 70 m. Wody Čierneho potoka płyną pod ziemią do niedalekiej Jaskini Gombaseckiej, w której tworzą podziemny kanion, po czym wypływają na powierzchnię w Czarnym Wywierzysku (słow. Čierna vyvieračka).
Aktualnie (2021 r.) w jaskini lodu jest bardzo niewiele, a spodziewane są lata, że nie będzie go w ogóle. Przypuszcza się, że jest to pochodną ocieplającego się klimatu: rosną nie tylko średnie temperatury powietrza, ale zmniejsza się drastycznie ilość opadów śniegu na rzecz deszczu.

## Flora i fauna
Obszar wejściowy jaskini umożliwia obserwację zjawiska inwersji wysokościowej rozmieszczenia gatunków flory i fauny. Dzięki specyficznemu mikroklimatowi, zimnemu i wilgotnemu, wytworzyły się tu – na małej wysokości n.p.m. – warunki do życia zimnolubnych gatunków roślin i zwierząt, typowych dla wyższych partii gór. I tak np. spośród bezkręgowców żyje tu kilka rzadkich form troglofilnych gatunków chrząszczy Duvalius bokori var. gelidus i Duvalius microphtalmus ssp. hungaricus, które występują jedynie na Płaskowyżu Silickim w Krasie Słowacko-Węgierskim. Spotykany tu krocionóg Hylebainosoma tatranum jest endemitem zachodniokarpackim. Wśród szeregu gatunków pająków na ścianach jaskini można spotkać m.in. kosarza Ischyropsalis manicata. Podczas badań malakofauny Płaskowyżu Silickiego okazało się, że jest ona tu stosunkowo uboga w gatunki. Tymczasem w Silickiej Jaskini Lodowej stwierdzono 25 gatunków mięczaków.
W okresie zimowym w jaskini zimuje kilka gatunków nietoperzy, m.in. nocek duży i podkowiec mały, a sporadycznie i rzadszy nocek Natterera.

## Archeologia
Badania archeologiczne prowadzone w Silickiej Jaskini Lodowej wykazały, że jej system był zamieszkany przez człowieka w okresie przed zawaleniem się stropu dawnej jaskini i powstaniem zalodzenia w tak utworzonej przepaści. Znaleziska z Sali Archeologicznej potwierdzają bytność w niej człowieka w późnym paleolicie, znaleziono tu również artefakty zaliczane do kultury bukowogórskiej. Największe znaczenie jako siedziba człowieka uzyskała jaskinia w późnej epoce brązu, o czym świadczą liczne znaleziska ceramiki oraz brązowych ozdób, związanych z kulturą kyjatycką. Następne chronologicznie znaleziska pochodzą z epoki żelaza (kultura halsztacka). Ostatnie, głównie fragmenty glinianych naczyń wyrabianych już na kole garncarskim, związane są z Celtami i pochodzą z późnego okresu lateńskiego (I w. p.n.e.).

## Historia
Jaskinia była znana okolicznej ludności od bardzo dawna. W 1704 r. odwiedził ją Georg Buchholtz młodszy, który w 1718 r. sporządził najstarszy znany opis jaskini. Słowacki polihistor Matej Bel wspomniał ją w pracy pt. Hungariae antiquae et novae prodromus (1723), a następnie scharakteryzował w swym opisie żupy turniańskiej (w liście do Royal Society w Londynie) z 1744 r. Wspominał o niej również brat G. Buchholtza, Jakob Buchholtz (1752), a także Karl Gottlieb von Windisch (1780). Genezę jaskini starał się wyjaśnić m.in. angielski przyrodnik Robert Townson (w książce Travels in Hungary, with a short account of Vienna in the year 1793, London 1797). Jaskinię odwiedzało później i opisywało wielu innych naukowców, m.in. węgierski przyrodnik Pál Kitaibel (1803), francuski mineralog François Sulpice Beudant (1822), austriacki geograf i speleolog Adolf Schmidl (1856), węgierski geograf János Hunfalvy (1863), czy morawsko-niemiecki speleolog, turysta i krajoznawca Karl Siegmeth (1887).
Pierwszą wzmiankę o jaskini w języku słowackim podał Pavol Michalko, wówczas rektor szkoły ewangelickiej w komitacie Pest-Pilis-Solt, w swym dziele pt. „Fyzika aneb učení o Pňrození (Náture) k prospechu jak celého národu, tak zvlášťe lidu obecného a pekného umení žádostivého” (Budín 1819). Wspomniał on o leżącej v stolici Turňanskej pri dedine Silica jaskini charakteryzującej się tym, że w niej woda latem zamarza, zaś zimą jest nieco cieplejsza.
W 1830 r. jaskinię odwiedził kanclerz, hrabia Adam Reviczky von Revisnye (1786-1862), na cześć którego u wejścia do jaskini umieszczono tablicę pamiątkową.
W latach 1863–1867 funkcjonował tu niewielki browar, którego produkcję przechowywano w chłodzie jaskini.
Do Archeologického dómu jako pierwszy dotarł, po przekopaniu w 1931 r. szutrowych nanosów, słowacki speleolog Ján Majko, który przewidział, że wody Čierneho potoka płyną do Czarnego Wywierzyska. Dalszą część ciągu jaskiniowego, biegnącą wzdłuż Čierneho potoka, pokonali w 1988 r. płetwonurkowie czescy (p. wyżej).

## Ochrona jaskini
W 1973 r. jaskinia została objęta (wraz z sąsiednią Jaskinią Gombasecką) ochroną jako chránený prírodný výtvor (CHPV). Wyznaczona strefa ochronna objęła również szereg przyległych form krasowych, jak leje krasowe, przepaście, wywierzyska itp. W 1995 r. wraz z innymi jaskiniami Krasu Słowacko-Węgierskiego jaskinia została wpisana na Listę Światowego Dziedzictwa Przyrodniczego UNESCO. W 1996 r. zmieniono formę ochrony na národná prírodná pamiatka.

## Znaczenie turystyczne
W 1979 r. jaskinia w części wejściowej została (kosztem ok. 650 000 Kčs) udostępniona do samodzielnego zwiedzania turystycznego. Prowadzą do niej betonowe schodki zejściowe zabezpieczone poręczami. Z betonowego tarasu u ich końca można zajrzeć w głąb jaskini i ujrzeć lodospad oraz pomniejsze formy jej zalodzenia. Dalsze ciągi jaskini są dla turystów niedostępne. Do jaskini wiedzie krótki (ok. 5-6 min) szlak łącznikowy od żółto znakowanego szlaku turystycznego Silica – Slavec.